# کذب
کذب یا نادرست (به انگلیسی: False) یک ارزش صدق در منطق است.
باطل (False) نقیض حق، و مرادف خطا، کذب، فساد و است. اگر گفته شود چیزی باطل شد، معنی آن، این است که تباه و زیانمند شد و از اعتبار افتاد.ابطال کردن به معنی تکذیب کردن است.